# Římskokatolická farnost Vlastibořice
Římskokatolická farnost Vlastibořice (lat. Lastiborzicium) je zaniklá církevní správní jednotka sdružující římské katolíky na území obce Vlastibořice a v jejím okolí. Organizačně spadala do libereckého vikariátu, který je jedním z 10 vikariátů litoměřické diecéze. Centrem farnosti byl kostel svaté Kateřiny Alexandrijské ve Vlastibořicích.

## Historie farnosti
Od roku 1393 byla v lokalitě plebánie, která zanikla za husitských válek. Od roku 1656 bylo území spravováno z farnosti Loukov u Mnichova Hradiště. Od roku 1789 lokálie a zároveň od téhož roku jsou zachovány matriky. Farnost byla kanonicky zřízena od roku 1855.
Ke dni 31. prosince 2024 byla farnost na základě rozhodnutí litoměřického biskupa Stanislava Přibyla sloučena do farnosti Hodkovice nad Mohelkou, která se tak stala nástupnickou farností.

### Duchovní správcové vedoucí farnost
Začátek působnosti jmenovaného v duchovní správě farnosti od:
- 1380   Henricus
- 1382   Albertus
- 1397   Joannes ze Žatce
- 1398   Martinus z Dehlavy
- Petrus
- 1402   Joannes z Jabkenic
- 1404   Gallus z Brniště, † 1409
- 1409   Joannes
- Gallus
- 1417   Petrus
- Wenceslaus
- 1424   Urbanus z Čisté, † 1425
- 1425   Joannes
- 1432   Valentinus
- 1788   cap. loc. vacat
- 1789   cap. loc. Gregor. Alexius OESA, † 15. 10. 1819
- 1818   cap. loc. Jos. Teynil, n. 13. 6. 1790 Neobolesl, o. 18. 12. 1812, † 27. 4. 1870
- 1822   cap. loc. Jos. Scholz, n. 13. 5. 1794 Sobotka, o. 24. 4. 4. 1817
- 1829   cap. loc. vacat
- 1829   cap. loc. Jos. Nečasek, n. 23. 9. 1798 Hochstadt., o. 23. 8. 1825, † 29. 12. 1849
- 1831   cap. loc. Ign. Hujer, n. 6. 11. 1798 Nabsel, o. 7. 9. 1823, † 31. 5. 1852
- 1834   cap. loc. Jos. Sedlaczek, n. 10. 4. 1792 Turnau, 24. 8. 1822
- 1852   cap. loc. Joann. Hruschka, n. 2. 9. 1812 Neobolesl, o. 3. 8. 1836
- 1856   proto-par. (1. farář) Joann. Hruschka, n. 2. 9. 1812 Neobolesl., o. 3. 8. 1836, † 9. 2. 1875
  - 1862 – 1873 Josef Němeček, zámecký kaplan
- 1870   par. vacat, admin. int. Franc. Manžel
- 1871   Franc. Manžel, n. 19. 9. 1808 Subslivno, o. 3. 8. 1839, † 10. 11. 1874
- 1875   par. vacat, admin. int. Josef Kovář
- 1876   Josef Holý, n. 20. 7. 1818 Hochstadt., o. 25. 7. 1843, † 6. 10. 1895
- 1878   par. vacat, admin. int. Josef Beránek
- 1879   Josef Kovář, n. 6. 10. 1826 Čimyšl, o. 25. 7. 1852, † 4. 3. 1911
- 1890   Josef Beránek, n. 24. 9. 1842 Koryt., o. 29. 6. 1866, † 26. 8. 1890
- 1891   Franc. Jína, n. 5. 12. 1847 Bořkov, o. 19. 7. 1873, † 31. 12. 1911
- 1905   Petr. Kouble, n. 4. 1. 1860 Boskov, o. 17. 5. 1885, † 22. 8. 1922
- 1908   Carol. Samšiňák, n. 27. 11. 1865 Sobotka, o. 17. 7. 1892, † 15. 4. 1918
- 1918   Jos. Voborník, n. 25. 7. 1876 Malá Lhota, o. 9. 7. 1899
- 1941   par. vacat, admin. int. Emil Brůna
- 1. 1.  1945    František Půlpán
- 1. 2.  1951    Josef Angst
- 15. 6. 1957   Bohuslav Skácel
- 1. 9.  1959   Vincent Šurina
- 1. 6.  1967   Josef Zlámal
- 1. 8.  1970    Antonín Audy
- 1. 5.  1975    Antonín Hladký
- 1. 7.  1988    Leopold Paseka
- 1. 10. 1990   Jiří Sucharda
- 1. 10. 1992   Jaroslav Gajdošík
- 6. 10. 1993   Josef Faltejsek
- 15. 6. 1998   Jozef Piroh
- 1. 3.  2001 – 31. 12. 2024 Miroslav Maňásek, admin. exc. z Českého Dubu[4]

Kromě kněží stojících v čele farnosti, působili ve farnosti v průběhu její historie i jiní kněží. Většinou pracovali jako farní vikáři, kaplani, katecheté, výpomocní duchovní aj.

## Území farnosti
Do farnosti náleží území obce:
- Červenice (Tscherwenitz)[p 3]
- Husa (Husa)[p 3]
- Jivina (Jiwina)[p 3]
- Kamení (Kameni)[p 3]
- Padařovice (Paderschawitz)[p 3]
- Radimovice (Radimowitz)[p 3]
- Rybník (Rybnik)[p 3]
- Slavíkov (Slawikow)[p 3]
- Sedlíšťka (Sedlischka)[p 3]
- Soběslavice (Sebeslawitz)[p 3]
- Střížovice (Strieschowitz)[p 3]
- Sychrov (Sichrow)[p 3]
- Vitanovice (Witanowitz)[p 3]
- Vlastibořice (Wlastiborschitz)[p 3]
- Zásada (Zasada)[p 3]

## Římskokatolické sakrální stavby na území farnosti
| | Fotografie | Stavba                            | Místo        | Bohoslužby                      | Zeměpisné souřadnice            | Status        | Číslo kulturní památky           |
| Kostel | Kostel     | Kostel                            | Kostel       | Kostel                          | Kostel                          | Kostel        | Kostel                           |
| --- | ---------- | --------------------------------- | ------------ | ------------------------------- | ------------------------------- | ------------- | -------------------------------- |
| 1. |            | Kostel sv. Kateřiny Alexandrijské | Vlastibořice | bližší informace o bohoslužbách | 50°37′5″ s. š., 15°3′11″ v. d.  | farní kostel  | 32702/5-4497 (Pk•MIS•Sez•Obr•WD) |
| Kaple |            |                                   |              |                                 |                                 |               |                                  |
| 2. |            | Kaple sv. Jana Nepomuckého        | Soběslavice  | bližší informace o bohoslužbách | 50°36′17″ s. š., 15°2′4″ v. d.  | kaple         | —                                |
| 3. |            | Kaple Nanebevzetí Panny Marie     | Sychrov      | bližší informace o bohoslužbách | 50°37′34″ s. š., 15°5′23″ v. d. | zámecká kaple | —                                |
| Některé drobné sakrální stavby a pamětihodnosti lze dohledat zde v databázi Drobné sakrální památky Zaniklé sakrální stavby lze dohledat zde v databázi Poškozené a zničené kostely, kaple a synagogy v České republice |            |                                   |              |                                 |                                 |               |                                  |

Ve farnosti se mohou nacházet i další drobné sakrální stavby, místa římskokatolického kultu a pamětihodnosti, které neobsahuje tato tabulka.

## Galerie

Římskokatolická farnost Vlastibořice
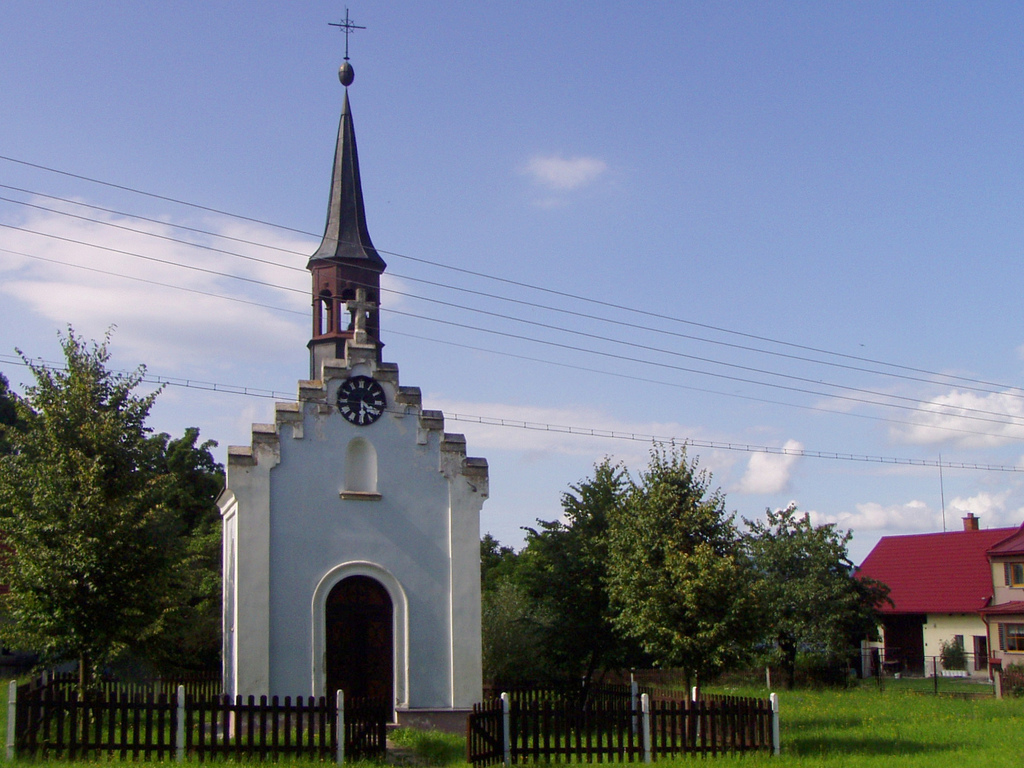
Kaplička sv. Václava v obci Jivina
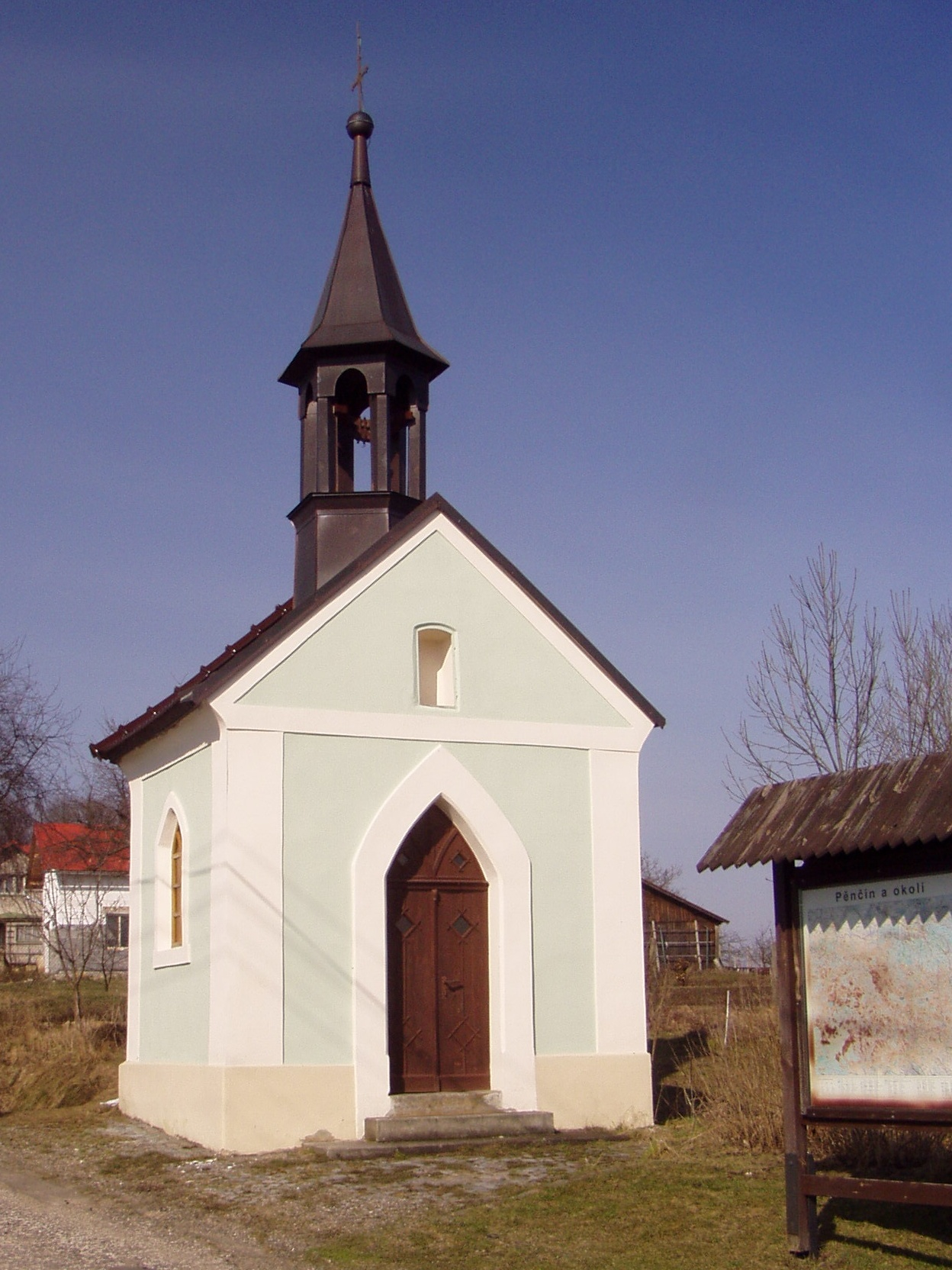
Kaplička v obci Kamení
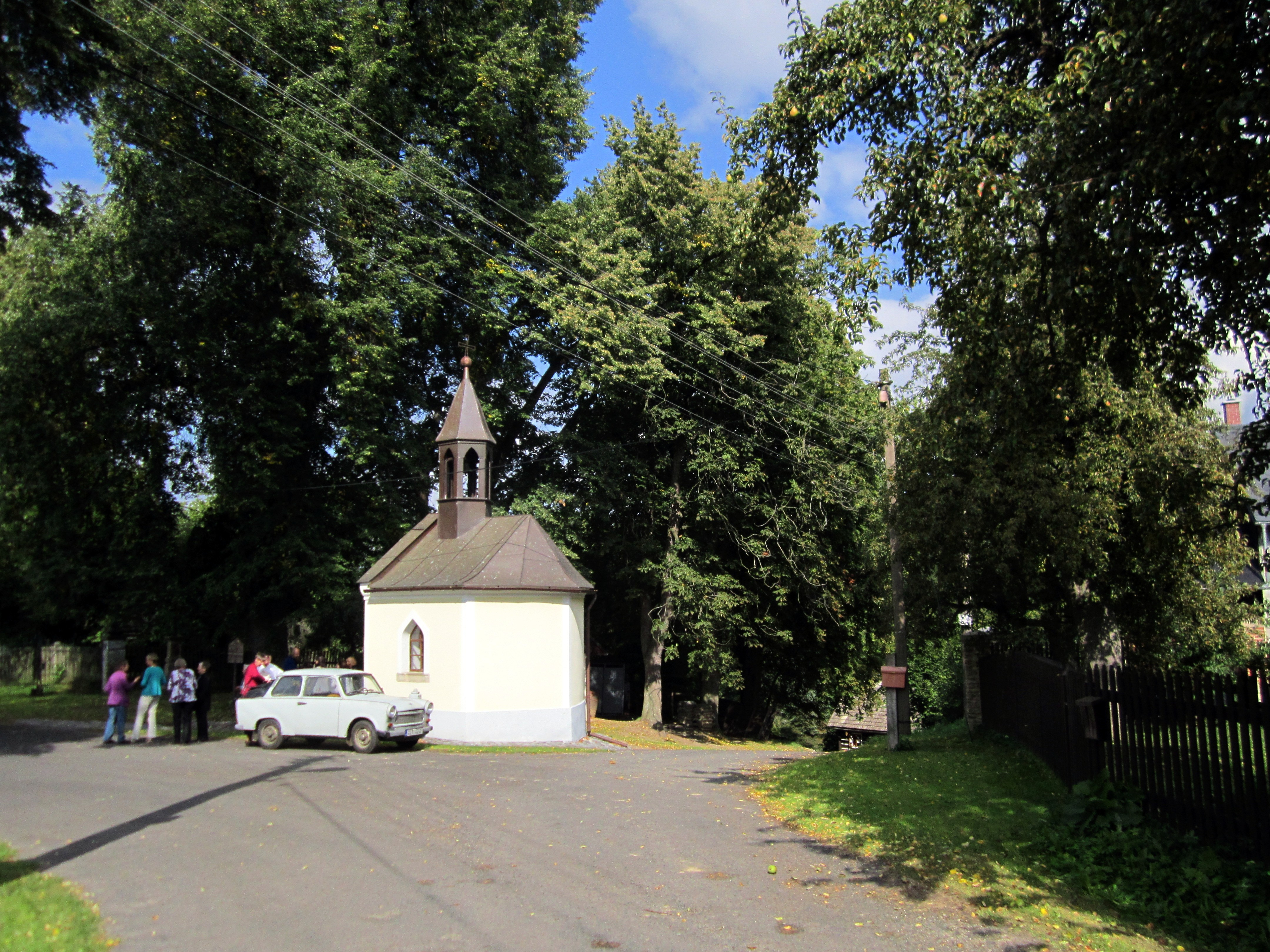
Kaplička sv. Jana Nepomuckého v Padařovicích
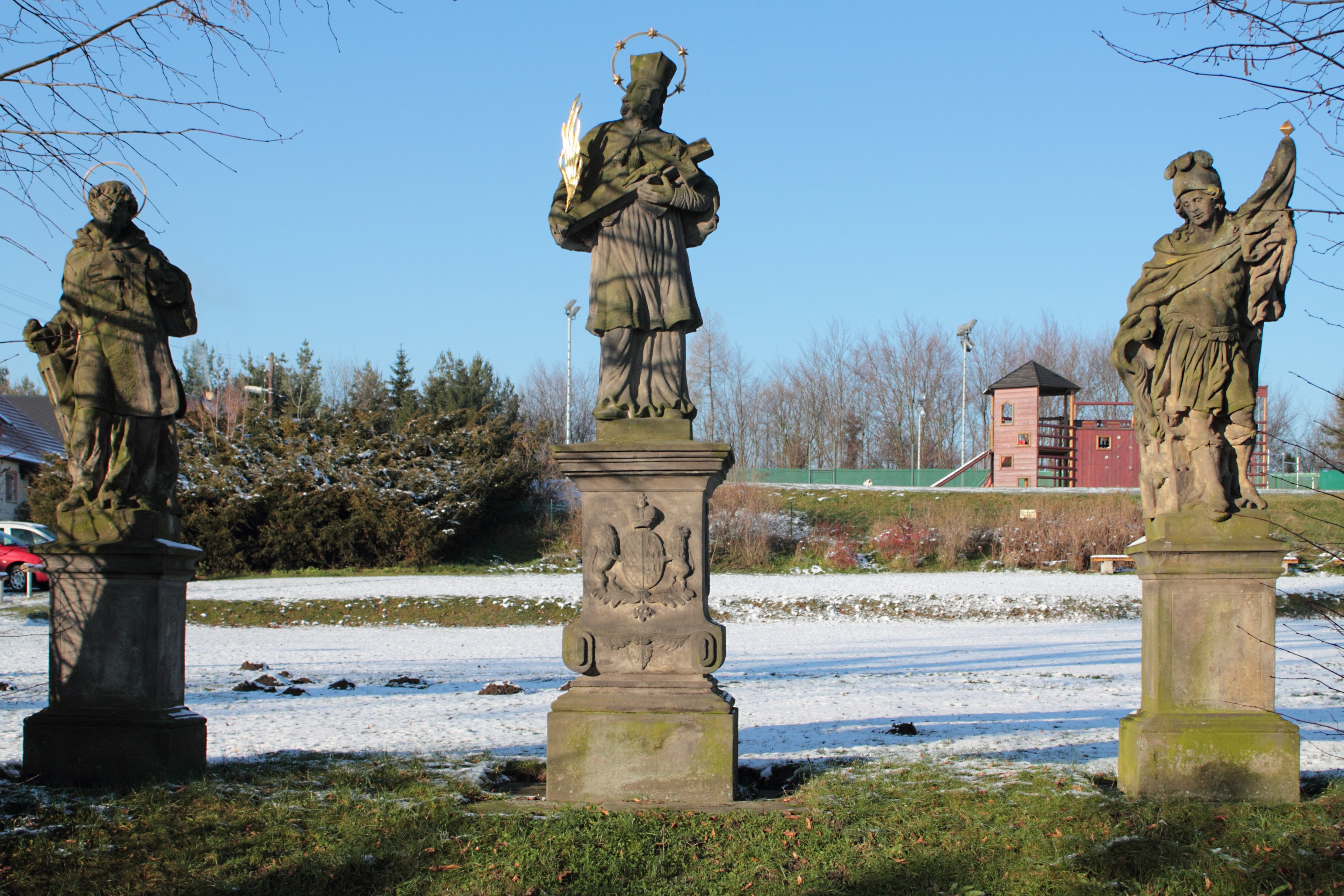
Sochy svatých v Radimovicích
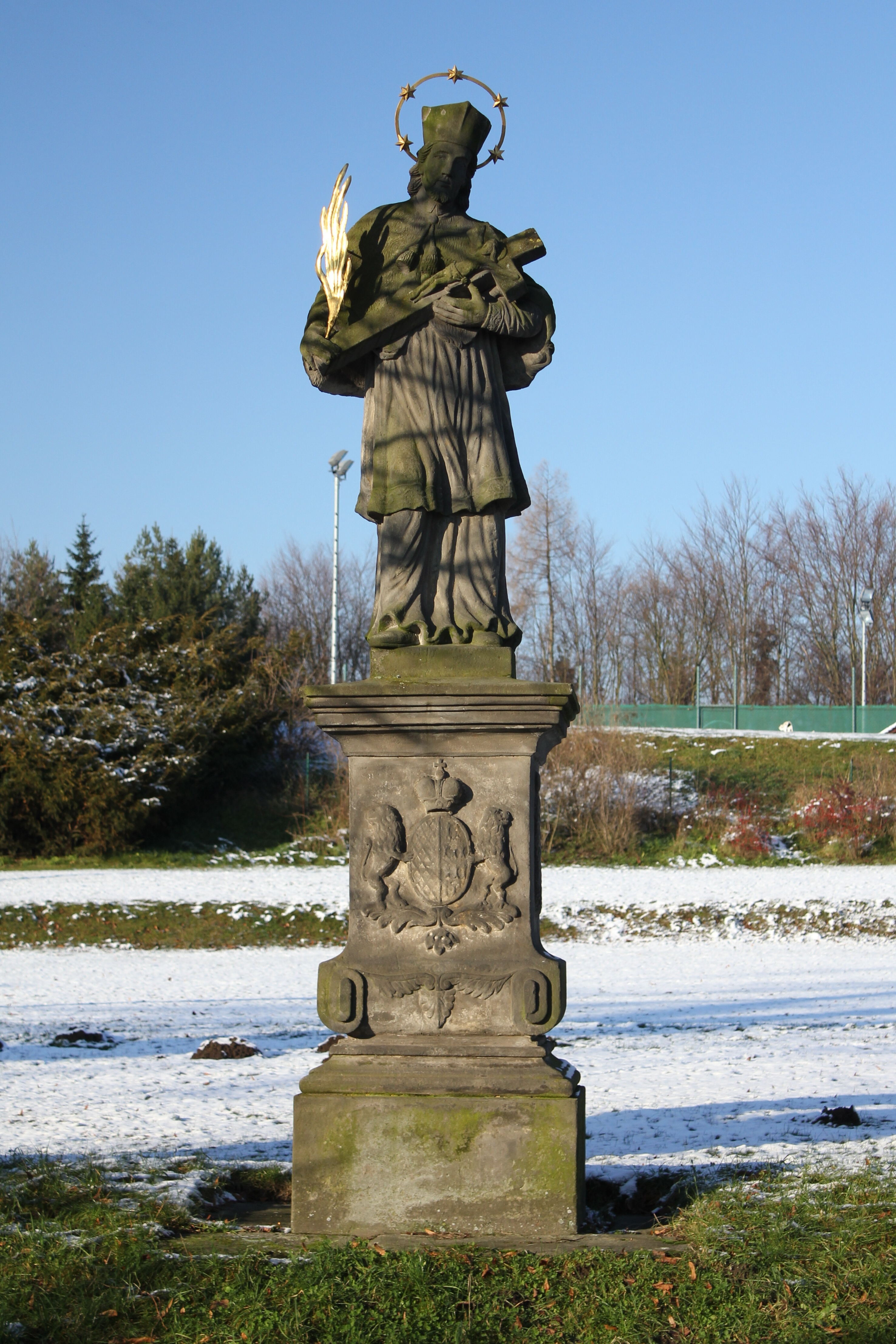
Socha sv. Jana Nepomuckého v Radimovicích
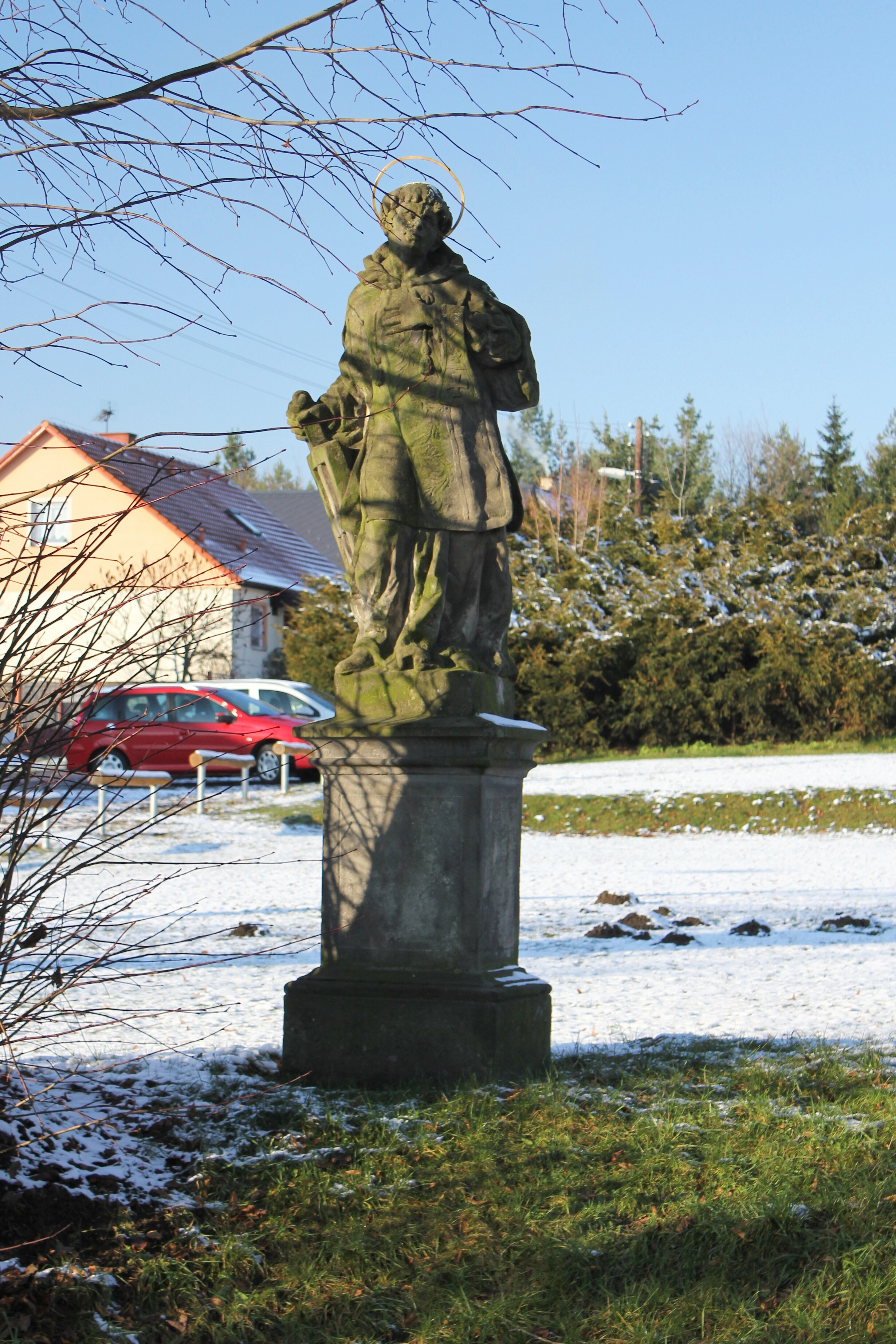
Socha sv. Vavřince v Radimovicích
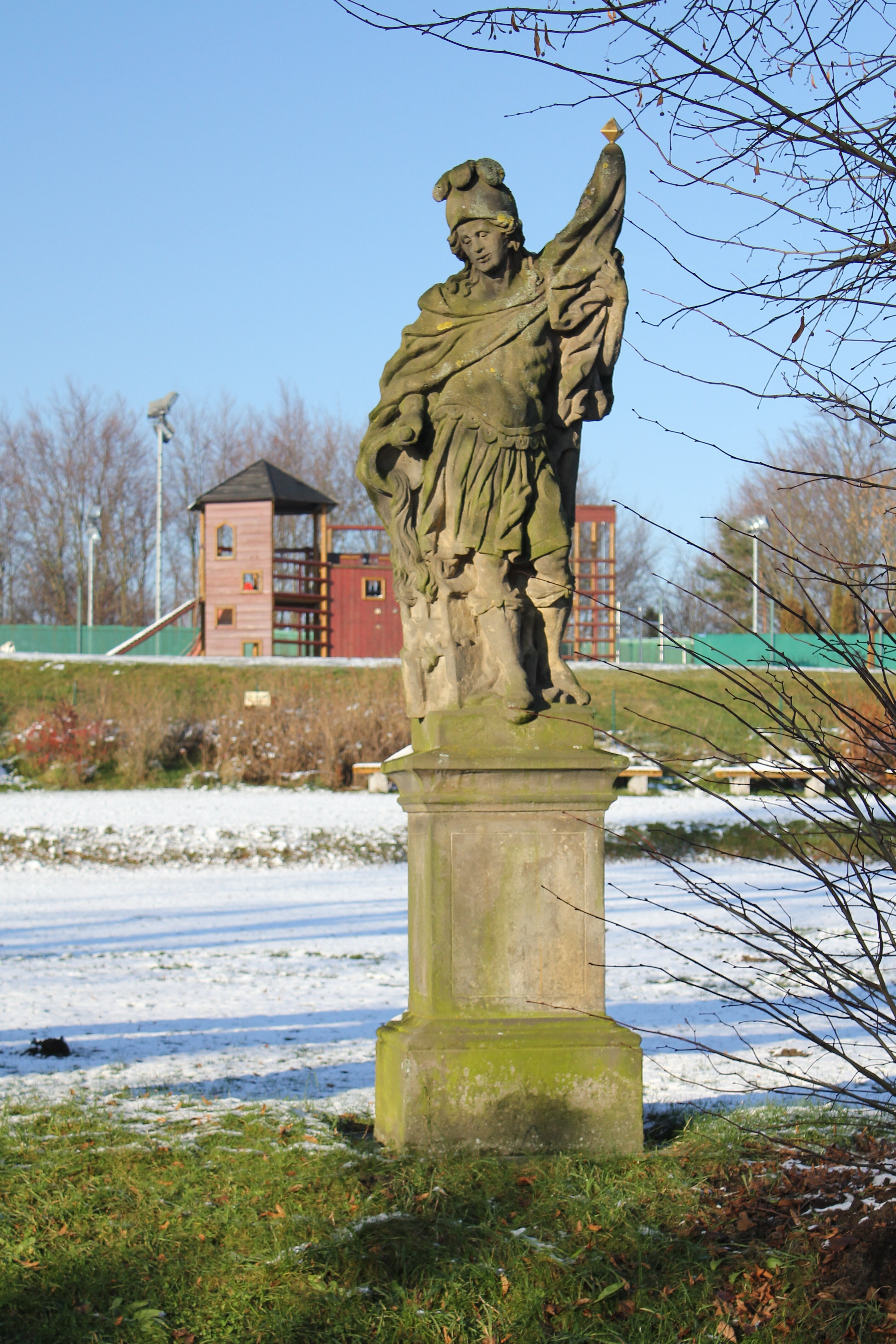
Socha sv. Floriána v Radimovicích
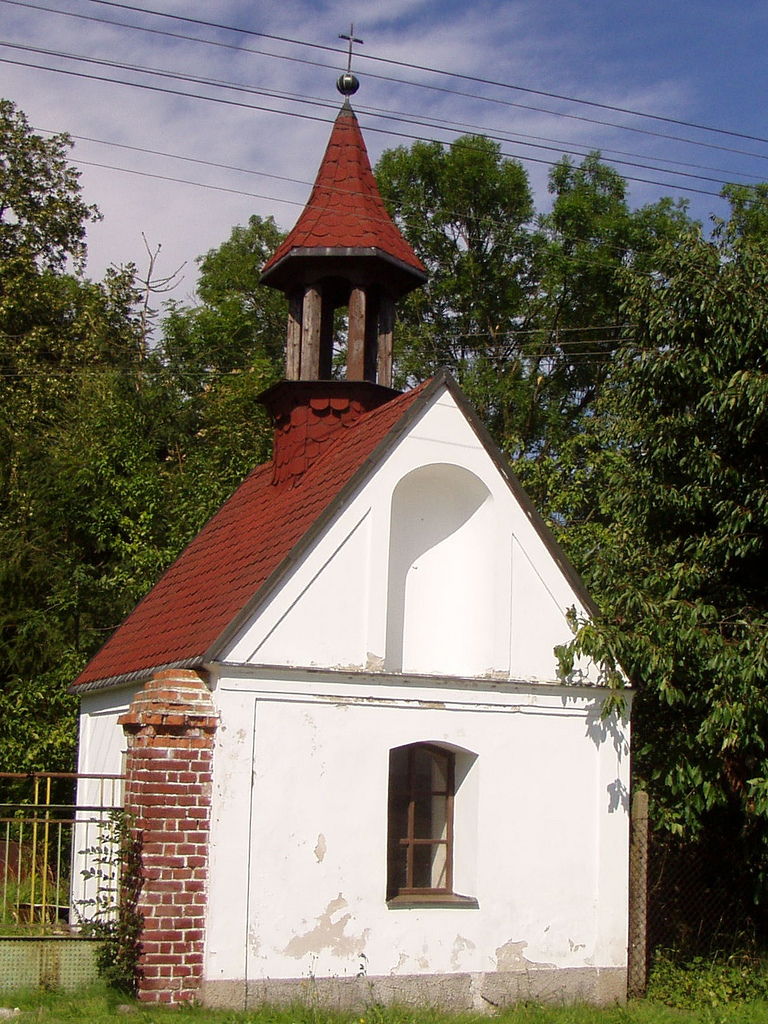
Kaplička v osadě Sedlíšťka
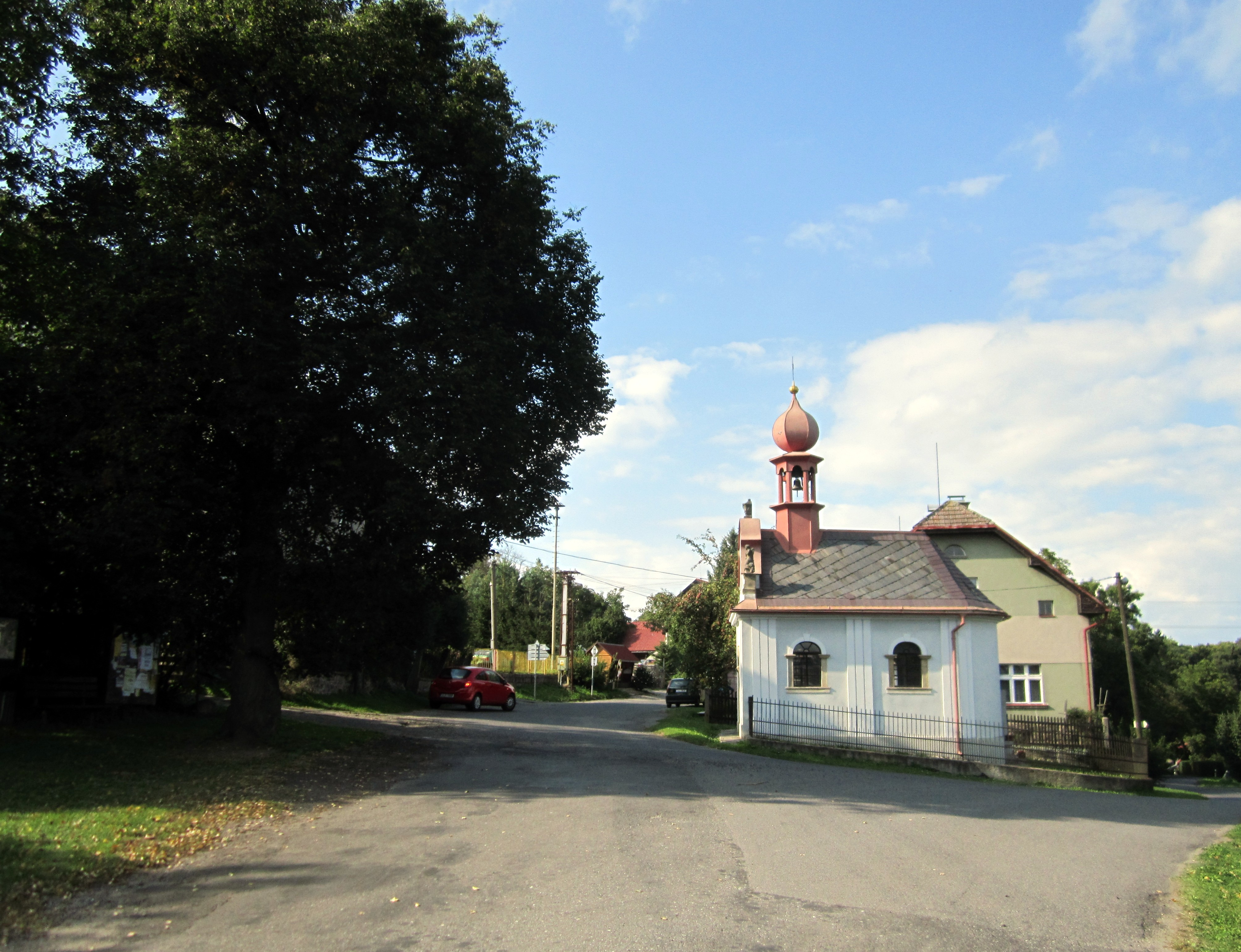
Kaple sv. Jana Nepomuckého v obci Soběslavice
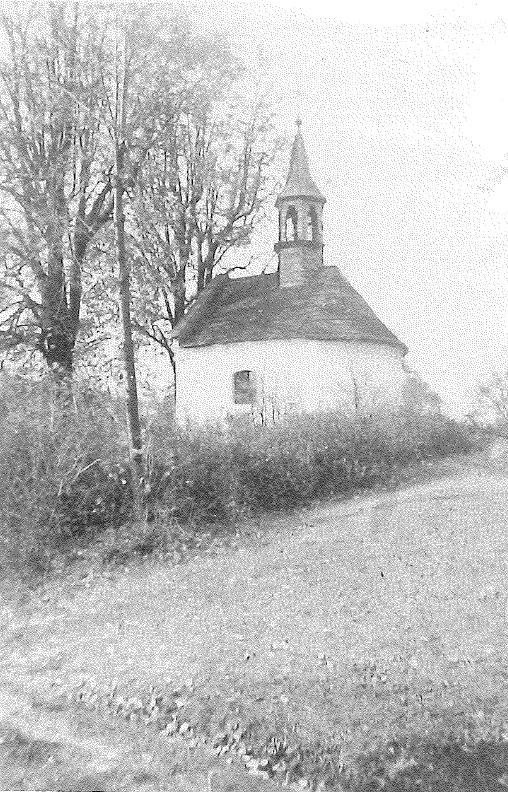
Kaplička ve Střížovicích v r. 1930 (v r. 2013 zřícenina)
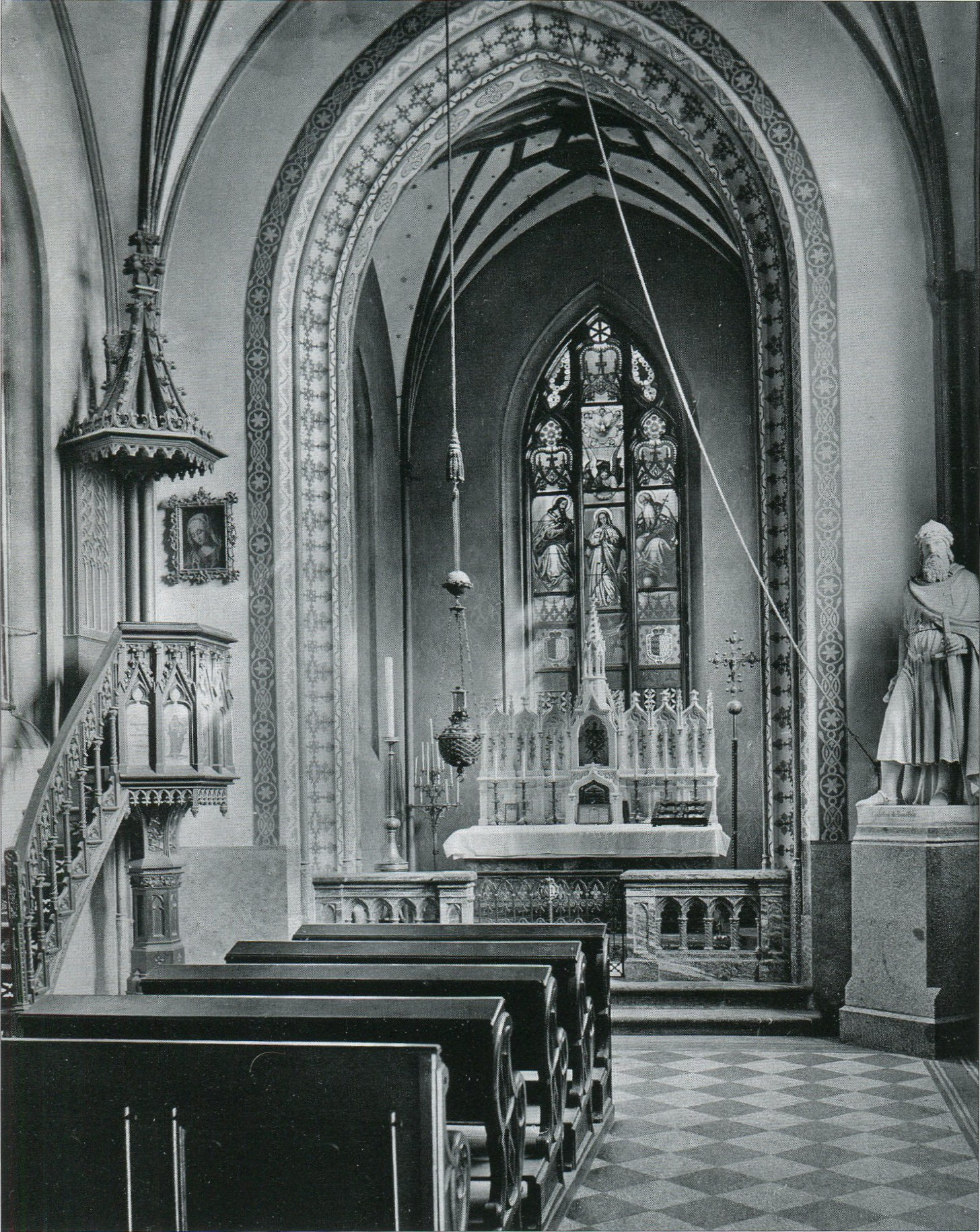
Interiér zámecké kaple na Sychrově (foto Jindřich Eckert)
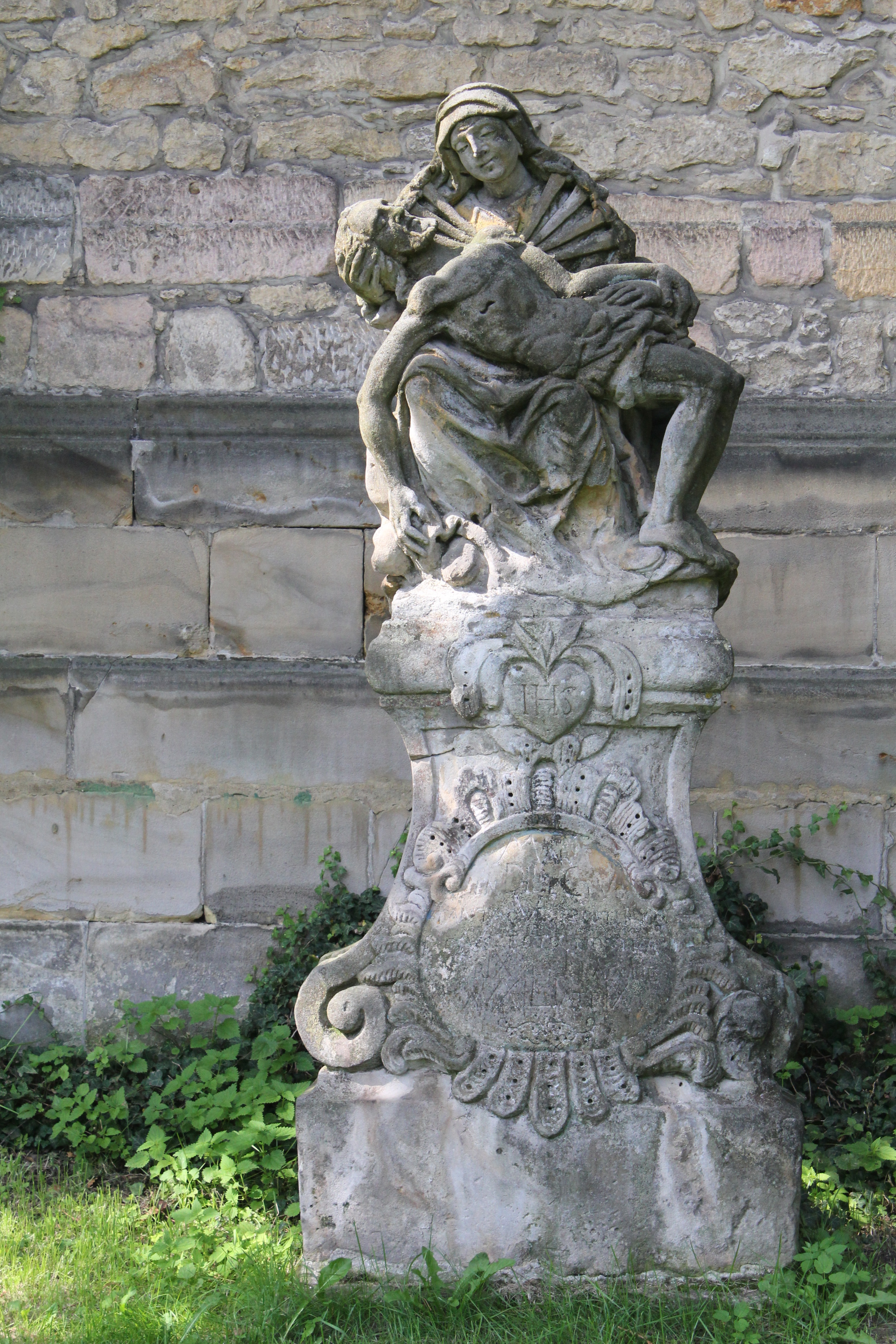
Socha Panny Marie Sedmibolestné na Sychrově
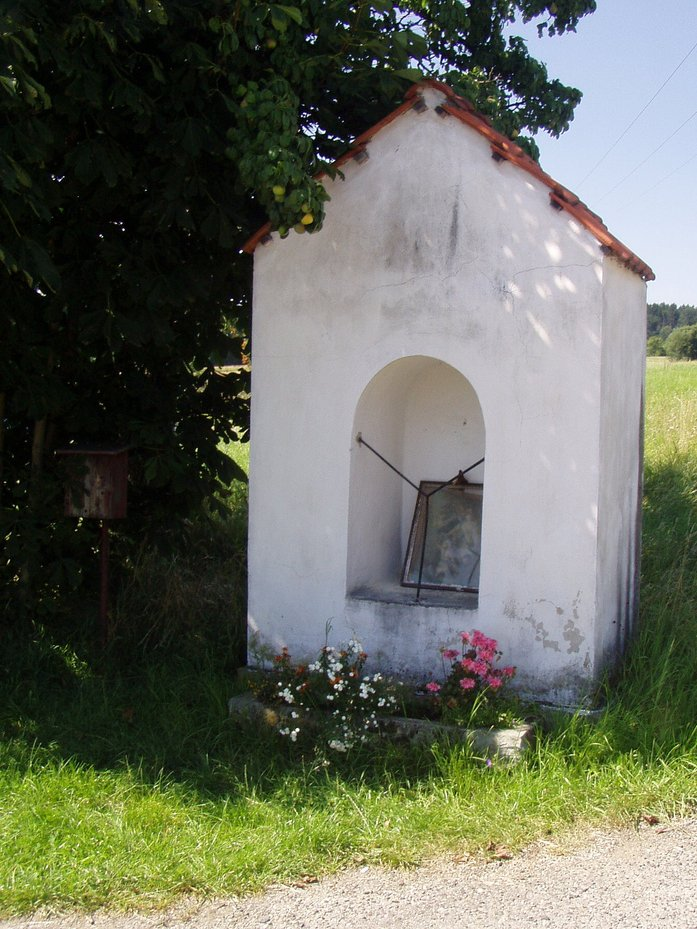
Kaplička v Zásadě